# Broby, Pyttis
Broby (tidigare: Stor Kuppis, finska: Siltakylä) är en tätort (finska: taajama) och centralort i Pyttis kommun i landskapet Kymmenedalen i Finland. Vid tätortsavgränsningen den 31 december 2021 hade Broby 2 900 invånare och omfattade en landareal av 10,99 kvadratkilometer.
Orten är kommunens administrativa centrum, med kommunkansli, pastorskansli, bank, apotek, affärer och bensinstation (även postombud).
Jordebokshemmanen i byn är sexton, nämligen:
- Pellas Nr 1
- Karlsberg Nr 2
- (namnlöst) Nr 3 (under Nr 8)
- Vestbroas Nr 4
- (namnlöst; 1875 Östbroas) Nr 5
- (namnlöst) Nr 6
- Nybondas Nr 7
- Storkuppis Nr 8 (rusthåll)
- Kärras Nr 9
- Böhlsbacka Nr 10
- Hansbacka Nr 11
- Franssila Nr 12
- (gammalt öde) Nr 13
- (gammalt öde) Nr 14
- (gammalt öde) Nr 15
- (gammalt öde) Nr 16